# 12 Angry Men
12 Angry Men (bra: 12 Homens e Uma Sentença; prt: 12 Homens em Fúria) é um filme norte-americano  de 1957, do gênero drama, dirigido por Sidney Lumet, com roteiro de Reginald Rose, baseado em seu especial de TV.

## Sinopse
Um jovem porto-riquenho é acusado de ter matado o próprio pai e vai a julgamento. Doze jurados se reúnem para decidir a sentença, com a orientação de que o réu não deve ser considerado culpado ao menos que isso seja indubitável. Onze dos jurados, cada um com sua convicção, votam pela condenação. O jurado número 8, o sr. Davis, é o único que duvida da culpa do jovem e, enquanto tenta convencer os outros a repensarem a sentença, traços de personalidade de cada um dos jurados vão sendo revelados.

## Elenco
- Henry Fonda.... Davis, jurado nº 8
- Martin Balsam.... jurado nº 1
- John Fiedler.... jurado nº 2
- Lee J. Cobb.... jurado nº 3
- E.G. Marshall.... jurado nº 4
- Jack Klugman.... jurado nº 5
- Ed Binns.... jurado nº 6
- Jack Warden.... jurado nº 7
- Joseph Sweeney.... McCardle, jurado nº 9
- Ed Begley.... jurado nº 10
- George Voskovec.... jurado nº 11
- Robert Webber.... jurado nº 12
- John Savoca.... acusado
- Rudy Bond.... juiz
- James Kelly.... guarda
- Billy Nelson.... oficial da Corte

## Principais prêmios e indicações
| Premiação               | Categoria                   | Recipiente                  | Resultado                   |
| ----------------------- | --------------------------- | --------------------------- | --------------------------- |
| Oscar 1958              | Melhor diretor              | Sidney Lumet                | Indicado                    |
| Oscar 1958              | Melhor filme                | Melhor filme                | Indicado                    |
| Oscar 1958              | Melhor roteiro adaptado     | Reginald Rose               | Indicado                    |
| BAFTA 1958              | Melhor ator estrangeiro     | Henry Fonda                 | Venceu[carece de fontes?]   |
| BAFTA 1958              | Melhor filme                | Melhor filme                | Indicado[carece de fontes?] |
| Festival de Berlim 1957 | Prêmio OCIC                 | Prêmio OCIC                 | Venceu[carece de fontes?]   |
| Festival de Berlim 1957 | Urso de Ouro (melhor filme) | Urso de Ouro (melhor filme) | Venceu[carece de fontes?]   |
| Prêmio Edgar 1958       | Melhor filme                | Melhor filme                | Venceu[carece de fontes?]   |
| Golden Globe 1958       | Melhor filme - drama        | Melhor filme - drama        | Indicado                    |
| Golden Globe 1958       | Melhor ator - drama         | Henry Fonda                 | Indicado                    |
| Golden Globe 1958       | Melhor diretor              | Sidney Lumet                | Indicado                    |
| Golden Globe 1958       | Melhor ator coadjuvante     | Lee J. Cobb                 | Indicado                    |
| Prêmio Bodil 1960       | Melhor filme americano      | Melhor filme americano      | Venceu[carece de fontes?]   |